# 간사이 TV 화요일 밤 10시 드라마
《간사이 TV 제작·화요일 밤 10시 드라마》(일본어: 関西テレビ制作・火曜夜10時枠の連続ドラマ)는 간사이 TV 방송, 후지 TV 계열에서 화요일 밤 10시 시간대에 방송되었던 텔레비전 드라마이다.

## 1996년 이후 시청률 10선

### 평균 시청률 (2011년까지)
| 순위 | 작품명                          | 방송년도 | 시청률 |
| ---- | ------------------------------- | -------- | ------ |
| 1위  | 반항하지마                      | 1998년   | 28.5%  |
| 2위  | 나와 그녀와 그녀가 사는 길      | 2004년   | 20.8%  |
| 3위  | 좋은사람                        | 1997년   | 20.4%  |
| 4위  | 내가 걷는 길                    | 2006년   | 18.3%  |
| 5위  | 결혼 못하는 남자                | 2006년   | 17.1%  |
| 6위  | 앳 홈 대드                      | 2004년   | 16.9%  |
| 7위  | 못난이의 눈동자를 사랑하고 있어 | 2006년   | 16.0%  |
| 8위  | 내가 사는 길                    | 2003년   | 15.5%  |
| 9위  | 언페어                          | 2006년   | 15.4%  |
| 10위 | 귀가일기                        | 2005년   | 15.4%  |

### 최고 시청률
| 순위 | 작품명                          | 방송년도 | 시청률               |
| ---- | ------------------------------- | -------- | -------------------- |
| 1위  | 반항하지마                      | 1998년   | 35.7% (최종화)       |
| 2위  | 나와 그녀와 그녀가 사는 길      | 2004년   | 27.1% (최종화)       |
| 3위  | 좋은사람                        | 1997년   | 24.6% (첫화)         |
| 4위  | 결혼 못하는 남자                | 2006년   | 22.0% (최종화)       |
| 5위  | 내가 사는 길                    | 2003년   | 21.6% (최종화)       |
| 6위  | 내가 걷는 길                    | 2006년   | 20.5% (최종화)       |
| 7위  | 못난이의 눈동자를 사랑하고 있어 | 2006년   | 19.9% (첫화)         |
| 8위  | 앳 홈 대드                      | 2004년   | 19.1% (10화, 최종화) |
| 9위  | 관할                            | 2000년   | 18.0% (첫화)         |
| 10위 | 하나무라 다이스케               | 2000년   | 17.2% (최종화)       |

## 작품 소개
여기서는 드라마 시간대가 월요일 10시에서 이동해 온 1996년 4월 이후의 작품을 소개한다. 또한 교도 TV와 공동 제작일 경우, 2010년 10월 이후는 〈제작 간사이 TV 방송 제작·저작 교도 텔레비전〉이라고 표기되고 있다. 다른 프로덕션과의 공동 제작의 경우에는 〈제작 간사이 TV 방송 (외부 프로덕션 이름)〉라고 표기된다.

### 1996년
- 《승리의 여신》

주연: 나카이 마사히로
- 《더 이상 참을 수 없어!》

주연: 와카무라 마유미, 마토바 고지
- 《양보할 수 없는 밤》

주연: 가쿠 지카코, 구도 시즈카

### 1997년
- 《그 남자》

주연: 시노 히로코, 이나가키 고로
- 《좋은사람》

주연: 쿠사나기 츠요시, 칸노 미호
- 《페이스》

주연: 타케다 신지, 료
- 《싱글즈》

주연: 아마미 유키

### 1998년
- 《태양은 가득히》

주연: 나카무라 마사토시
- 《돈 워리!》

주연: 콘도 마사히코, 키쿠치 마이코
- 《GTO》

주연: 소리마치 타카시, 마츠시마 나나코
- 《소믈리에》

주연: 이나가키 고로, 칸노 미호

### 1999년
- 《코이마치》

주연: 시미즈 미사, 타카하시 유미코
- 《상처투성이의 여자》

주연: 다카시마 레이코, 야마구치 타츠야
- 《구급 하트 치료실》

주연: 자이젠 나오미, 쿄노 코토미
- 《모래 위의 연인들》

주연: 나가세 토모야, 혼조 마나미

### 2000년
- 《이매진》

주연: 후카다 쿄코, 쿠로키 히토미
- 《관할》

주연: 마츠오카 마사히로
- 《하나무라 다이스케》

주연: 유스케 산타마리아
- 《신의 장난》

주연: 키리타니 고로, 자이젠 나오미

### 2001년
- 《2001년의 남자운》

주연: 다나베 세이치, 오시오 마나부
- 《루키!》

주연: 도모토 코이치
- 《우소코이》

주연: 나카이 키이치
- 《상처투성이의 러브송》

주연: 타카하시 카즈노리, 카토 아이

### 2002년
- 《사랑하는 톱레이디》

주연: 나카타니 미키, 야나기바 토시로
- 《봄의 로맨스》

주연: 오시오 마나부, 토모사카 리에
- 《천체관측》

주연: 이토 히데아키, 사카구치 켄지
- 《아르제논에게 꽃다발을》

주연: 유스케 산타마리아, 칸노 미호

### 2003년
- 《내가 사는 길》

주연: 쿠사나기 츠요시
- 《마루사!! 도쿄국세국감찰부》

주연: 에즈미 마키코
- 《쿠니미츠의 정치》

주연: 이토 미사키, 사사키 쿠라노스케
- 《규중처녀》

주연: 이이지마 나오코

### 2004년
- 《나와 그녀와 그녀가 사는 길》

주연: 쿠사나기 츠요시
- 《앳 홈 대드》

주연: 아베 히로시
- 《당신이 추억이 되기 전에》

주연: 미즈키 아리사
- 《마더 앤 러버》

주연: 사카구치 켄지

### 2005년
- 《모두 옛날에는 아이였다》

주연: 쿠니나카 료코
- 《분기점의 그녀》

주연: 이나모리 이즈미
- 《힘내서 갑시다》

주연: 스즈키 안
- 《귀가일기》

주연: 미즈키 아리사

### 2006년
- 《언페어》

주연: 시노하라 료코
- 《못난이의 눈동자를 사랑하고 있어》

주연: 이나가키 고로, 무라카미 토모코
- 《결혼 못하는 남자》

주연: 아베 히로시
- 《내가 걷는 길》

주연: 쿠사나기 츠요시

### 2007년
- 《비밀의 화원》

주연: 사쿠 유미코
- 《귀가일기: 좋은 목욕탕이네》

주연: 미즈키 아리사
- 《소에게 소원을: Love&Farm》

주연: 타마야마 테츠지
- 《스완의 바보!: 용돈 3만엔의 사랑》

주연: 카미카와 타카야

### 2008년
- 《내일의 키타 요시오: 세상에서 가장 불행한 남자, 기적의 11일간》

주연: 코히나타 후미요
- 《무리한 연애》

주연: 사카이 마사아키, 나츠카와 유이
- 《몬스터 페어런츠》

주연: 요네쿠라 료코
- 《바티스타 수술팀의 영광》

주연: 이토 아츠시, 나카무라 토오루

### 2009년
- 《트라이앵글》

주연: 에구치 요스케, 이나가키 고로
- 《하얀 봄》

주연: 아베 히로시
- 《사랑해 악마: 뱀파이어 보이》

주연: 나카지마 유마, 카토 로사
- 《리얼 클로즈》

주연: 카리나, 니시지마 히데토시

### 2010년
- 《바른생활 사나이》

주연: 사토 류타, 후카다 쿄코
- 《바티스타 수술팀의 영광 2: 제너럴 루즈의 개선》

주연: 이토 아츠시, 나카무라 토오루
- 《도망 변호사》

주연: 가미지 유스케, 이시하라 사토미
- 《길티 악마와 계약한 여자》

주연: 칸노 미호, 타마키 히로시

### 2011년
- 《아름다운 이웃》

주연: 나카마 유키에
- 《굿 라이프: 고마워요, 아빠. 안녕》

주연: 소리마치 다카시 ※원작: 조창인 《가시고기》
- 《바티스타 수술팀의 영광 3: 아리아네드의 탄환》

주연: 이토 아츠시, 나카무라 토오루
- 《헌터: 그 여자들, 현상금 사냥꾼》

주연: 요네쿠라 료코, 타니하라 쇼스케

### 2012년
- 《헝그리!》

주연: 무카이 오사무
- 《37세에 의사가 된 나~연수의 순정 이야기~》

주연: 쿠사나기 츠요시
- 《GTO》

주연: AKIRA
- 《고잉 마이 홈》

주연: 아베 히로시

### 2013년
- 《사키》

주연: 나카마 유키에
- 《희미한 그녀》

주연: 카토리 싱고
- 《스타맨·이 별의 사랑》

주연: 히로스에 료코
- 《만물점집 음양방에 어서오세요》

주연: 니시키도 료

### 2014년
- 《바티스타 수술 팀 4 나전미궁》

주연: 이토 아츠시
- 《블랙 프레지던트》

주연: 사와무라 잇키
- 《GTO (제2기)》

주연: AKIRA
- 《멋진 선TAXI》

주연: 타케노우치 유타카

### 2015년
- 《쩐의 전쟁》

주연: 쿠사나기 츠요시
- 《싸우다! 서점 걸》

주연: 와타나베 마유, 이나모리 이즈미
- 《HEAT》

주연: AKIRA
- 《사이렌 형사×그녀×완전 악녀》

주연: 마츠자카 토리

### 2016년
- 《장인어른이라고 부르게 해줘》

주연: 엔도 켄이치, 와타베 아츠로
- 《나의 위험한 아내》

주연: 이토 히데아키
- 《ON 이상범죄수사관·토도 히나코》

주연: 하루

## 같이 보기
- 후지 TV 월요일 밤 9시 드라마
- 후지 TV 화요일 밤 9시 드라마
- 후지 TV 목요극장
- 후지 TV 토요 드라마 → 후지 TV 토드라
- 후지 TV 드라마틱 선데이